# Kemiri (Jayakerta)
Kemiri is een bestuurslaag in het regentschap Karawang van de provincie West-Java, Indonesië. Kemiri telt 9745 inwoners (volkstelling 2010).